# Discografia de Black Sabbath
Esta é a discografia de Black Sabbath, banda de heavy metal de Birmingham, Reino Unido. Black Sabbath já lançou 19 álbuns de estúdio, 6 álbuns ao vivo, 8 coletâneas, 41 singles e 11 álbuns de vídeo. Esta lista, não mostra os materiais solos dos membros e do Heaven and Hell.

## Álbuns

### Álbuns de estúdio
| Ano  | Álbuns                                        | Posições | Posições | Posições | Posições | Posições | Posições | Posições | Posições | Posições | Posições | Posições | Certificações                                                                   |
| Ano  | Álbuns                                        | RU       | AUT      | DIN      | FIN      | ALE      | PB       | NOR      | NZ       | SUE      | SUI      | EUA      | Certificações                                                                   |
| ---- | --------------------------------------------- | -------- | -------- | -------- | -------- | -------- | -------- | -------- | -------- | -------- | -------- | -------- | ------------------------------------------------------------------------------- |
| 1970 | Black Sabbath - Formatos: CD, Cassette, LP    | 8        | —        | —        | —        | 8        | 6        | —        | —        | —        | —        | 23       | - RU: Ouro - EUA: Platina - CAN: Ouro                                           |
| 1970 | Paranoid - Formatos: CD, K7, LP               | 1        | —        | —        | —        | 2        | 1        | 5        | —        | —        | —        | 12       | - RU: Ouro - EUA: 4× Platina - CAN: Platina                                     |
| 1971 | Master of Reality - Formatos: CD, K7, LP      | 5        | —        | —        | —        | 5        | 10       | 12       | —        | —        | —        | 8        | - RU: Prata - EUA: 2× Platina - CAN: Platina                                    |
| 1972 | Black Sabbath, Vol. 4 - Formatos: CD, K7, LP  | 8        | —        | —        | —        | 14       | —        | 7        | —        | —        | —        | 13       | - RU: Prata - EUA: Platina - CAN: Platina                                       |
| 1973 | Sabbath Bloody Sabbath - Formatos: CD, K7, LP | 4        | —        | —        | —        | 49       | —        | 6        | —        | —        | —        | 11       | - RU: Ouro - EUA: Platina - CAN: Ouro                                           |
| 1975 | Sabotage - Formatos: CD, K7, LP               | 7        | 9        | 14       | —        | 44       | —        | 6        | 33       | —        | —        | 28       | - RU: Prata - EUA: Ouro                                                         |
| 1976 | Technical Ecstasy - Formatos: CD, K7, LP      | 13       | —        | —        | —        | —        | —        | —        | —        | 33       | —        | 51       | - EUA: Ouro                                                                     |
| 1978 | Never Say Die! - Formatos: CD, K7, LP         | 12       | —        | —        | —        | —        | —        | —        | —        | 37       | —        | 69       | - EUA: Ouro                                                                     |
| 1980 | Heaven and Hell - Formatos: CD, K7, LP        | 9        | —        | —        | —        | 37       | —        | 22       | 44       | 25       | —        | 28       | - RU: Ouro - EUA: Platina - CAN: Ouro                                           |
| 1981 | Mob Rules - Formatos: CD, K7, LP              | 12       | —        | —        | —        | —        | 47       | —        | 45       | 30       | —        | 29       | - RU: Prata - EUA: Ouro - CAN: Ouro                                             |
| 1983 | Born Again - Formatos: CD, K7, LP             | 4        | —        | —        | —        | 37       | —        | 14       | 44       | 7        | —        | 39       | —                                                                               |
| 1986 | Seventh Star - Formatos: CD, K7, LP           | 27       | —        | —        | —        | 51       | —        | 17       | —        | 11       | —        | 78       | —                                                                               |
| 1987 | The Eternal Idol - Formatos: CD, K7, LP       | 66       | —        | —        | —        | —        | —        | —        | —        | —        | —        | 168      | —                                                                               |
| 1989 | Headless Cross - Formatos: CD, K7, LP         | 31       | —        | —        | —        | 18       | 71       | —        | —        | 22       | 23       | 115      | —                                                                               |
| 1990 | Tyr - Formatos: CD, K7, LP                    | 24       | 24       | —        | —        | 12       | 77       | —        | —        | 24       | 24       | —        | —                                                                               |
| 1992 | Dehumanizer - Formatos: CD, K7, LP            | 28       | 7        | —        | 31       | 14       | 63       | —        | —        | 12       | 13       | 44       | —                                                                               |
| 1994 | Cross Purposes - Formatos: CD, K7, LP         | 41       | 23       | —        | —        | 32       | 85       | —        | —        | 9        | 41       | 122      | —                                                                               |
| 1995 | Forbidden - Formatos: CD, K7, LP              | 71       | 40       | —        | —        | 35       | 86       | —        | —        | 19       | 48       | —        | —                                                                               |
| 2013 | 13 - Formatos: CD, download digital           | 1        | 2        | 1        | 2        | 1        | 10       | 1        | 1        | 1        | 1        | 1        | - RU: Ouro - AUT: Ouro - CAN: Platina - ALE: Ouro - BRA: Platina - POL: Platina |

### Álbuns ao vivo
| Ano  | Álbuns | Posições | Posições | Posições | Posições | Posições | Posições | Posições | Posições | Certificações                 |
| Ano  | Álbuns | UK       | FIN      | FRA      | GER      | NLD      | NZ       | SWE      | US       | Certificações                 |
| ---- | --- | -------- | -------- | -------- | -------- | -------- | -------- | -------- | -------- | ----------------------------- |
| 1982 | Live Evil - Lançado: Dezembro de 1982 - Gravadoras: Vertigo, Warner Bros. - Formatos: CD, LP                        | 13       | —        | —        | 37       | 34       | 34       | 15       | 37       | —                             |
| 1995 | Cross Purposes Live - Lançado: 1995 - Gravadora: I.R.S. - Formato: CD                                               | —        | —        | —        | —        | —        | —        | —        | —        | —                             |
| 1998 | Reunion - Lançado: 20 de outubro de 1998 - Gravadora: Epic - Formato: CD                                            | 41       | 29       | 65       | 40       | —        | —        | 11       | 11       | - EUA: Platina - CAN: Platina |
| 2002 | Past Lives - Lançado: 20 de agosto de 2002 - Gravadora: Sanctuary - Formato: CD                                     | —        | —        | —        | —        | —        | —        | —        | 114      | —                             |
| 2007 | Live at Hammersmith Odeon - Lançado: 1 de Maio de 2007 - Gravadora: Rhino Handmade - Formato: CD                    | —        | —        | —        | —        | —        | —        | —        | —        | —                             |
| 2013 | Live... Gathered in Their Masses - Lançado: 25 de novembro de 2013 - Gravadora: Vertigo - Formato: CD, DVD, Blu-ray | —        | —        | 173      | 11       | —        | —        | —        | —        | - CAN: Platina                |

### Compilações
| Ano  | Álbuns                                              | posições | posições | posições | posições | posições | posições | posições | posições | Certificações                 |
| Ano  | Álbuns                                              | UK       | AUS      | DEN      | FIN      | NOR      | NZ       | SWE      | US       | Certificações                 |
| ---- | --------------------------------------------------- | -------- | -------- | -------- | -------- | -------- | -------- | -------- | -------- | ----------------------------- |
| 1975 | We Sold Our Soul for Rock 'n' Roll                  | 35       | —        | —        | —        | —        | —        | 21       | 48       | - RU: Prata - EUA: 2× Platina |
| 1996 | The Sabbath Stones                                  | —        | —        | —        | —        | —        | —        | —        | —        | —                             |
| 2002 | Symptom of the Universe: The Original Black Sabbath | —        | —        | —        | —        | —        | —        | —        | —        | —                             |
| 2004 | Black Box: The Complete Original Black Sabbath      | —        | —        | —        | —        | —        | —        | —        | —        | —                             |
| 2006 | Greatest Hits 1970-1978                             | —        | —        | —        | —        | —        | —        | —        | 96       | —                             |
| 2007 | The Dio Years                                       | 151      | —        | —        | 35       | —        | 32       | 54       | —        | —                             |
| 2008 | The Rules of Hell                                   | —        | —        | —        | —        | —        | —        | —        | —        | —                             |
| 2009 | Greatest Hits                                       | 19       | —        | —        | —        | —        | 12       | 3        | —        | - RU: Ouro                    |

### Álbuns não oficiais e tributos
- 1975 We Sold Our Soul For Rock'n' Roll
- 1980 Live at Last
- 1995 Between Heaven & Hell
- 1997 Masters of Misery Tribute
- 1999 Hell Rules - A Sabbath Tribute
- 2000 Hell Rules II
- 1994 Nativity in Black
- 2000 Nativity in Black II
- 2000 The Best of (Limited Deluxe)
- 2000 Dehumanized Witch - A Mk2 Sabbath Tribute
- 2002 The String Quartet Tribute to Black Sabbath
- 2002 Sabbatum
- 2002 Bhangra Bloody Bhangra Tribute
- 2002 Hail Stonehenge Gods Tribute
- 2004 Sabbath Crosses: Tribute to Black Sabbath
- 2004 Evil Lives: True Metal Tribute to Black Sabbath
- 2005 Everything Comes & Goes: A Tribute to Black Sabbath

## Vídeos
| Ano  | Vídeo                                                                                                  | Certificações                             |
| ---- | --- | ----------------------------------------- |
| 1978 | Never Say Die - Lançado: 1978 - Gravadora: Sanctuary - Formatos: VHS, DVD                              |                                           |
| 1980 | Black and Blue - Lançado: 1980 - Gravadora: - Formatos: VHS, DVD                                       |                                           |
| 1992 | The Black Sabbath Story Vol. 1 - 1970-1978 - Lançado: 1992 - Gravadora: Sanctuary - Formatos: VHS, DVD | - EUA: Platina - CAN: Ouro - AUS: Ouro    |
| 1992 | The Black Sabbath Story Vol. 2 - 1978-1992 - Lançado: 1992 - Gravadora: Sanctuary - Formatos: VHS, DVD | - EUA: Ouro                               |
| 1995 | Cross Purposes Live - Lançado: 1995 - Gravadora: Picture - Formatos: VHS, DVD                          |                                           |
| 1999 | The Last Supper - Lançado: 1999 - Gravadora: Sony - Formatos: VHS, DVD                                 | - RU: Ouro                                |
| 1999 | Inside Black Sabbath - 1970-1992 - Lançado: 1999 - Gravadora: Sony - Formatos: VHS, DVD                |                                           |
| 2005 | Black Sabbath's Paranoid - Lançado: 2005 - Gravadora: Navarre Corporation - Formato: DVD               |                                           |
| 2005 | Black Sabbath - Rock Review - Lançado: 2005 - Gravadora: - Formato: DVD                                |                                           |
| 2007 | In Their Own Words - Lançado: 2007 - Gravadora: - Formato: DVD                                         |                                           |
| 2013 | Live... Gathered in Their Masses - Lançado: 2013 - Gravadora: - Formato: DVD, Blu-ray                  | - POL: Ouro - CAN: Platina - BRA: Platina |

## Singles
| Ano  | Canções                          | Posições | Posições | Posições | Posições | Posições | Posições | Álbuns                 |
| Ano  | Canções                          | UK       | AUT      | NOR      | SUI      | EUA      | EUA Main | Álbuns                 |
| ---- | -------------------------------- | -------- | -------- | -------- | -------- | -------- | -------- | ---------------------- |
| 1969 | "Evil Woman"                     | —        | —        | —        | —        | —        | —        | Black Sabbath          |
| 1970 | "Black Sabbath"                  | —        | —        | —        | —        | —        | —        | Black Sabbath          |
| 1970 | "N.I.B."                         | —        | —        | —        | —        | —        | —        | Black Sabbath          |
| 1970 | "The Wizard"                     | —        | —        | —        | —        | —        | —        | Black Sabbath          |
| 1970 | "Paranoid"                       | 4        | 3        | 6        | 2        | 61       | —        | Paranoid               |
| 1971 | "Iron Man"                       | —        | —        | —        | —        | 52       | —        | Paranoid               |
| 1971 | "War Pigs"                       | —        | —        | —        | —        | —        | —        | Paranoid               |
| 1971 | "Fairies Wear Boots"             | —        | —        | —        | —        | —        | —        | Paranoid               |
| 1971 | "Sweet Leaf"                     | —        | —        | —        | —        | —        | —        | Master of Reality      |
| 1971 | "Children of the Grave"          | —        | —        | —        | —        | —        | —        | Master of Reality      |
| 1972 | "After Forever"                  | —        | —        | —        | —        | —        | —        | Master of Reality      |
| 1972 | "Snowblind"                      | —        | —        | —        | —        | —        | —        | Black Sabbath, Vol. 4  |
| 1972 | "Tomorrow's Dream"               | —        | —        | —        | —        | —        | —        | Black Sabbath, Vol. 4  |
| 1973 | "Supernaut"                      | —        | —        | —        | —        | —        | —        | Black Sabbath, Vol. 4  |
| 1973 | "Changes"                        | —        | —        | —        | —        | —        | —        | Black Sabbath, Vol. 4  |
| 1973 | "Sabbath Bloody Sabbath"         | —        | —        | —        | —        | —        | —        | Sabbath Bloody Sabbath |
| 1974 | "Sabbra Cadabra"                 | —        | —        | —        | —        | —        | —        | Sabbath Bloody Sabbath |
| 1975 | "Am I Going Insane (Radio)"      | —        | —        | —        | —        | —        | —        | Sabotage               |
| 1975 | "Hole in the Sky"                | —        | —        | —        | —        | —        | —        | Sabotage               |
| 1975 | "Symptom of the Universe"        | —        | —        | —        | —        | —        | —        | Sabotage               |
| 1976 | "Rock 'n' Roll Doctor"           | —        | —        | —        | —        | —        | —        | Technical Ecstasy      |
| 1976 | "Dirty Women"                    | —        | —        | —        | —        | —        | —        | Technical Ecstasy      |
| 1978 | "Never Say Die!"                 | 21       | —        | —        | —        | —        | —        | Never Say Die!         |
| 1978 | "A Hard Road"                    | 33       | —        | —        | —        | —        | —        | Never Say Die!         |
| 1980 | "Neon Knights"                   | 22       | —        | —        | —        | —        | 17       | Heaven and Hell        |
| 1980 | "Die Young"                      | 41       | —        | —        | —        | —        | —        | Heaven and Hell        |
| 1981 | "The Mob Rules"                  | 46       | —        | —        | —        | —        | —        | Mob Rules              |
| 1982 | "Turn up the Night"              | 37       | —        | —        | —        | —        | 24       | Mob Rules              |
| 1982 | "Voodoo"                         | —        | —        | —        | —        | —        | 46       | Mob Rules              |
| 1983 | "Trashed"                        | —        | —        | —        | —        | —        | —        | Born Again             |
| 1986 | "No Stranger to Love"            | —        | —        | —        | —        | —        | —        | Seventh Star           |
| 1989 | "Headless Cross"                 | 62       | —        | —        | —        | —        | —        | Headless Cross         |
| 1989 | "Devil and Daughter"             | 81       | —        | —        | —        | —        | —        | Headless Cross         |
| 1990 | "Feels Good to Me"               | 79       | —        | —        | —        | —        | —        | Tyr                    |
| 1992 | "TV Crimes"                      | 33       | —        | —        | —        | —        | —        | Dehumanizer            |
| 1994 | "The Hand That Rocks the Cradle" | —        | —        | —        | —        | —        | —        | Cross Purposes         |
| 1998 | "Psycho Man"                     | —        | —        | —        | —        | —        | 3        | Reunion                |
| 1999 | "Selling My Soul"                | —        | —        | —        | —        | —        | 17       | Reunion                |
| 2007 | "The Devil Cried"                | —        | —        | —        | —        | —        | 38       | The Dio Years          |
| 2013 | "God Is Dead?"                   | 145      | —        | —        | —        | —        | 8        | 13                     |
| 2013 | "End of the Beginning"           | —        | —        | —        | —        | —        | 38       | 13                     |